# Образцово народно читалище „Напредък – 1864“
Вижте пояснителната страница за други значения на Народно читалище „Напредък“.
Образцово народно читалище „Напредък – 1864“ е читалище в град Търговище, община Търговище, област Търговище. Разположено на адрес: площад „Стоян Мавродиев“ № 31. То е действащо читалище, регистрирано под номер 1145 в Министерство на Културата на Република България. Към 2020 г. председател на читалищното настоятелство е Димитър Кънчев Алексиев, а секретар – Галина Емилова Кръстева. Общият брой на членовете му са 163.

## История
Основано е през 1864 г., то е единственото читалище и до днес в града. Негови основатели са Спиридон Грамадов, Петко Р. Славейков, Сава Катрафилов, които са учители в Търговище по това време. През 1881 г. читалището организира първото театрално представление, библиотеката привлича все повече читатели. През 1898 г. е създаден смесеният хор „Родна песен“, който съществува и до днес, а по-късно – китаро–мандолинен оркестър.